# Storia dell'omosessualità in Svizzera
La storia dell'omosessualità in Svizzera narra l'evoluzione locale avvenuta nella considerazione dell'omosessualità, fino all'emergere del primo movimento omosessuale e della comunità LGBT, fino al contemporaneo riconoscimento e uguaglianza sociale per le persone lesbiche, gay, bisessuali e transgender (LGBT).
La Svizzera è caratterizzata dalla specificità di trovarsi all'incrocio della zona di lingua francese con quella di lingua tedesca e come punto di svolta per quanto riguarda la storia delle persone LGBT, favorita dalla sua configurazione legale e culturale. Una delle sue specificità è stata la depenalizzazione precoce dell'omosessualità in alcuni dei suoi territori (Ginevra, canton Ticino, Vaud e cantone Vallese) a seguito della rivoluzione francese, associata ad un'invisibilità della storia del lesbismo.

## Sodomia e Constitutio Criminalis Carolina
Con la cristianizzazione della Svizzera a partire dal III secolo cominciò un'epoca in cui la sodomia (sesso anale) e l'omosessualità, ampiamente tollerate nei tempi antichi, iniziarono ad essere considerati peccati.
Fin dal primo mediievo il Corpus iuris civilis (VI secolo) voluto dall'imperatore Giustiniano, sulla base del Nuovo Testamento (Lettera ai Romani 1,26) prese a stigmatizzare le relazioni tra persone dello stesso sesso come atti immorali. Questi comportamenti vennero considerati innaturali e denominati come vitium sodomiticum (dalla storia di Sodoma e Gomorra contenuta nel Libro della Genesi 19) nella teologia medievale. Quest'interpretazione rendeva l'omosessualità responsabile per le catastrofi naturali, che venivano intese come una punizione divina per i reati commessi.
Tra i comportamenti che durante l'età medioevale venivano considerati contro natura - si usò il termine fornicazione per poter avviare procedimenti legali contro la lussuria - non vi era solamente l'mosessualità ma anche ad esempio i rapporti eterosessuali al di fuori del matrimonio e non finalizzati alla procreazione, oppure tutti quei metodi usati per la contraccezione.
Chiunque commettesse di questi reati poteva vnir condannato a morte sulle basi giuridiche del Constitutio Criminalis Carolina, le cui variazioni sono state introdotte in molti cantoni della confederazione nel 1532. Le sanzioni per coloro che venivano accusati di sodomia dipendevano dalla posizione sociale della persona incriminata.
Richard Puller de Hohenbourg, un cavaliere alsaziano, venne condannato a morte e bruciato vivo assieme al proprio valletto Anton Mätzler DI Lindau il 24 settembre 1492 a Zurigo, mentre nel 1416 i frati dell'ordine domenicano operarono perché venisse evitato ad uno dei loro membri, tal Heinrich von Rheinfelden, un procedimento penale da parte del consiglio basileese.
Tra il 1400 e il 1798 nel solo canton Zurigo 179 delle 1424 persone fatte condannare alla pena capitale erano state ritenute colpevoli del reato di sodomia, facendolo diventare così il terzo reato più comune punibile con la pena di morte dopo la rapina e l'omicidio. Nonostante questo il numero di persone condannate per pratiche omosessuali all'interno della confederazione era relativamente piccolo rispetto a quello che è attestato ad esempio nelle città italiane nel corso del XV secolo.
Il numero di persone condannate a morte dipese dalla volontà dei pubblici ministeri di avviare e continuare la procedura per tali atti. Così, durante gli anni di servizio di Hans Conrad Heidegger (1649-1721) come governatore della contea di Kyburg tra il 1694 e il 1698 22 giovani vennero giustiziati per sodomia. Quando Heidegger si trasferì a Höngg le condanne cessarono.
La riforma protestante aiutò a rafforzare l'esecuzione penale. Vi sono stati a Ginevra 15 casi di procedure per omosessualità tra il 1560 e il 1569, con 6 esecuzioni e 8 esili. La repressione nei riguardi delle donne e le pratiche omosessuali zoofile sono presenti nelle condanne di stregoneria i cui adepti si supponeva praticasserto anche commerci immorali col diavolo. Queste azioni saranno perseguite fino alla metà del XVII secolo.
Il codice napoleonico, con alcune parti del territorio svizzero soggette ad esso all'inizio del XIX secolo, tra cui i cantoni latini, depenalizza l'omosessualità tra adulti. La pena rimane tuttavia in vigore nei cantoni tedeschi. Tra i cantoni maggiormente repressivi vi sono stati quelli di Lucerna e Argovia.
I cantoni tedeschi hanno continuato a penalizzare l'omosessualità commessa tra adulti, considerata a volte come infrazione continua e quindi punibile d'ufficio, altre volte come un reato in merito alla denuncia, in alcuni cantoni considerato un reato più grave (Lucerna, Argovia) in altri meno (Berna, Zurigo, canton Glarona, canton Soletta).
Come in altre parti d'Europa gli atti omosessuali più praticati sono descritti come pederastia; in tribunale la questione cruciale fu quella di dimostrare l'età dei partecipanti piuttosto che se vi fosse stata una penetrazione.

## XIX secolo: l'omosessualità
Nel corso del XIX secolo si inizia a parlare di omosessualità per descrivere l'orientamento sessuale rivolto verso persone del proprio stesso sesso, ma utilizzando il termine "lesbiche" per le donne. La persona più anziana in una coppia omosessuale era nota come pederasta e questo termine copre successivamente qualsiasi individuo gay. La parola deriva dalla medicina psichiatrica del XIX secolo.
Nella Svizzera germanofona il termine "Schwule" era onsiderato un insulto prima di diventare una parola rivendicata dagli omosessuali, del tutto simile all'evoluzione del termine "pédé" in francese.

### Repubblica Elvetica
La repubblica Elvetica (1798-1803) è segnata dai valori introdotti dall'illuminismo e dalla rivoluzione francese e l'omosessualità non viene più perseguita. Con la fine della repubblica Elvetica l'omosessualità ridiventa un crimine penalizzato nella maggior parte dei cantoni.

### Heinrich Hössli, Karl Heinrich et Karl Maria Kertbenny: l'emergere del termine "omosessualità"
Nel 1836 un libro fatto pubblicare dallo scrittore svizzero di lingua tedesca Heinrich Hössli ed intitolato Eros ebbe un forte impatto. Hössli era di professione un mercante di stoffe di Glarona e col suo scritto intendeva promuovere l'amore tra gli uomini. Stampato successivamente a San Gallo nel 1838 presenta la questione del riconoscimento dell'omosessualità come un test di democrazia liberale e prova dei diritti civili.
Nel mondo di lingua tedesca al di fuori della Svizzera due campioni liberali favorevoli ai diritti degli omosessuali e che resero pubbliche le loro idee furono Karl Heinrich Ulrichs del regno di Hannover, che dà il nome di uranismo al concetto di amore tra persone dello stesso sesso nel 1864, e Karl-Maria Kertbeny, dell'impero austro-ungarico che lo seguì nel 1868 usando per la prima volta la parola "omosessualità".
Negli anni '80 e '90 del XUIX secolo Jakob Rudolf Forster di Brunnadern (1853-1926) venne perseguito dalle autorità di San Gallo per la sua omosessualità dichiarata pubblicamente. Nel 1893 presentò una petizione all'assemblea federale intitolata "Beseitigung der der Diskriminierung Homosexuellen" (Porre fine alla discriminazione contro gli omosessuali). Ulrichs sostenne inoltre la richiesta di perdono per Forster alle autorità sangallesi, ma fu respinta.

## XX secolo
A partire dagli inizi del XX secolo un numero crescente di cantoni continuava a perseguire le pratiche di sodomia su richiesta, ma non più sistematicamente. Per poter ottenere la condanna il reato avrebbe dovuto essere stato provato da testimoni, il che riduceva al minimo il numero delle condanne. In questo periodo il termine sodmia comincia a diventare obsoleto.
Il canton Basilea nel 1919 non persegue più i reati commessi su minori per motivi di prostituzione.

### Gli anni '30
Nel corso degli anni '30 vengono creati a Basilea e Zurigo dancing club, i quali divennero presto la mecca della scena gay, con luoghi d'incontro lungo le rive del Limmat, le serate indette dal circolo di Der Kreis, in ristoranti come il Marconi e le Turnhalle, oltre ad albergji e camere in affitto. Il resto del paese, soprattutto la Svizzera romanda, vede una scena più tranquilla e discreta con servizi igienici pubblici come luoghi d'incontro, più il ristorante Kaserne a Basilea. Il Ticino diviene un luogo di villeggiatura.
Quando il nazismo prese il sopravvento in Germania la reputazione di Berlino come città attraente e liberale nei confronti delle persone LGBT cominciò a cambiare rapidamente. Nel frattempo la polizia svizzera creò un registro delle persone omosessuali.

#### La forza trainante di Laura Thomas e Anna Vock nella creazione della prima associazione omosessuale d'Europa
Laura Thomas (1901-1966) e Anna Vock (1885-1962) ·  · , due donne lesbiche, sono all'origine della prima associazione ufficiale omosessuale svizzera. La Svizzera era stato anche uno dei pochi paesi ad aver penalizzato il rapporto tra donne, insieme con l'Austria, la Svezia e la Finlandia.
Nel 1931 le due creano il club "Amicitia". Nel 1932 la società inizia la pubblicazione di una rivista, "Hipster", che diverrà presto il «Schweizerisches Freundschafts-Banner» (La bandiera dell'amicizia svizzera) · , il cui nome è divenuto a partire dal 1937 "Menschenrecht" (Diritti umani).
La rivista chiamava regolarmente i suoi membri a denunciare le campagne discriminatorie a mezzo stampa e sul posto di lavoro operando per la depenalizzazione dell'omosessualità. Inizialmente nata come iniziativa lesbica il club finì con l'aprirsi anche agli uomini. Il cofondatore del cabaret di Zurigo "Le Cornichon", Karl Meier (sotto lo pseudonimo di "Rolf") collabora a partire dal 1934 e s'impegnerà per dirigere gli ultimi tempi della rivista su temi meno radicali, finendo con l'escluderne la rappresentanza lesbica.

### Gli anni '40: l'eccezione europea

#### La depenalizzazione dal codice penale del 1942
Nel 1942, in piena seconda guerra mondiale, il primo Codice penale (Svizzera) (SPC) entra in vigore dopo 24 anni di preparazione · . Una consultazione popolare svoltasi nel 1938 ne accettava i principi, ma il sopraggiungere della guerra ne fece ritardare l'applicazione. Si assiste così ad una depenalizzazione delle relazioni omosessuali tra adulti consenzienti, ma al contempo ad una chiara condanna della pratica della prostituzione e ad una strategia ufficiale finalizzata soprattutto ad evitare scandali e ricatti.
Thierry Delessert dell'università di Losanna mostra nel suo libro intitolato "Les homosexuels" che l'intento principale era quello di arginare il fenomeno riducendolo al silenzio da parte dei mass media. Gli psichiatri condannavano ancora l'omosessualità come una degenerazione mentale, che era in ogni caso un miglioramento rispetto alla nozione evidenziata dalla condanna cattolica della sodomia. Queste tesi, che influenzarono notevolmente il progetto di depenalizzazione, sono dovute ad uno psichiatra svizzero, Auguste Forel, fondatore della casa di cura pschiatrica di Zurigo.
Forel distingue l'omosessualità tra innata e incontenibile, quindi non punibile, ed una acquisita e pertanto punibile. Ne consegue che per limitare l'acquisizione dell'omosessualità si dovrebbero confinare le persone che vi indulgono in circoli privati per prevenirne la diffusione e riproduzione. Vi dovrebbe quindi essere un registro pubblico per la gestione di una pratica che non è realmente accettata, ma che le leggi e le autorità debbono limitarsi facendo passare sotto silenzio questi temi.
Dopo la depenalizzazione un certo numero di media e le pubblicazioni scientifiche si soffermano spesso sul tema dell'omosessualità. Con la pratica della messa in ombra delle persone LGBT il progresso è relativo, anche se di fronte alle pratiche attuate dai suoi vicini la Svizzera divenne ben presto un rifugio per gli omosessuali delle varie associazioni perseguitate dai nazisti. A causa dell'ascesa del nazismo in Europa e della nuova e relativa libertà acquisita in Svizzera, Zurigo diviene un importante centro del movimento gay.
Nel nuovo codice penale vi è ancora discriminazione fra il trattamento delle persone eterosessuali e di quelle omosessuali. La sezione 194 penalizza i rapporti sessuali con minori dello stesso sesso. In quanto la maggiore età cadeva a 21 anni, ciò significava che le relazioni tra adulti consenzienti maggiori di 21 anni erano legalizzate. Di contro il sesso eterosessuale era consentito a partire dall'età di 16 anni, facendo una discriminazione su un'età del consenso differenziata.

#### Il codice penale militare del 1928
Al momento in cui il codice adottò la depenalizzazione, il codice penale militare del 1928 confermò che l'esercito svizzero pone una grande importanza nel buon funzionamento delle milizie. limitandosi ad una sorveglianza militare costante nella vita di ogni uomo e nelle sue pratiche sessuali e questo perché il servizio militare non si limita ai giovani: si estende altrsì per tutta la durata della vita lavorativa.
Il codice militare intese escludere gli omosessuali dall'esercito, talvolta portando al loro internamento psichiatrico ad opera dei suoi esperti in medicina. In effetti l'esclusione dall'esercito per motivi sanitari era il mezzo generalmente favorito rispetto alla pena detentiva e dava un ruolo centrale allo psichiatra. Il trattamento proposto è stato spesso la castrazione volontaria, che di fatto veniva proposta come alternativa all'ospedale o ad una pena detentiva, per cui la soluzione era meno volontaria di quello che sembrase a prima vista. Qualsiasi esclusione per motivi di salute erano riportati su un apposito registro di servizio, un documento da presentare al datore di lavoro.

#### La cosiddetta castrazione volontaria
È noto un caso di castrazione volontaria fatta su un soldato, un idraulico ventottenne sottoposto ad intervento di rimozione dei testicoli svoltosi presso l'ospedale cantonale di Basilea nel 1941. Con la depenalizzazione dell'omosessualità il tono combattivo che aveva assunto ino ad allora la rivista "Menschenrecht" diminuisce poco a poco. Nel 1942 il nuovo responsabile del periodico Karl Meier rinomina la rivista Der Kreis e la trasforma in un foglio culturale per soli uomini gay.
Il banchiere Eugen Laubaucher (sotto lo pseudonimo di Charles Velti) aderì al circolo. Il suo club organizzava regolarmente feste promosse dal giornale, divenuto rivista bimestrale. Meier favorì l'idea di un'omosessualità ordinata, etica e rispettosa e si oppose alla prostituzione maschile. Egli introdusse inoltre il concetto di omoerotismo.

### Anni '50: adattamento e dissimulazione
Karl Meier pensava che richiedere il riconoscimento giuridico delle persone LGBT avrebbe potuto richiedere anni di lotte, così domandò alle persone interessate di adeguarsi alle convenzioni sociali. Der Kreis è stata la prima rivista con testi editoriali scritti in tedesco, francese e inglese, così come per le foto artistiche di uomini. I membri e gli abbonati s'interpellavano utilizzando pseudonimi al posto dei loro veri nomi.

#### La mutazione di Der Kries e l'occultamento delle lesbiche
Il club di Der Kries rimane uno dei primi gruppi del movimento LGBT in Europa, ed ha influenzato e ispirato la formazione di gruppi simili in molti paesi europei fino allo scoppio della seconda guerra mondiale, tra cui "Die Runde" a Reutlingen, il "Journal Arcadie" in Francia, "Cultuur- en Ontspannings Centrum" nei Paesi Bassi, "Kredsen af 1948" in Danimarca e la Mattachine Society negli Stati Uniti.

### Anni '60: la fine dell'occultamento e la mediatizzazione
Il musicista Robert Oboussier venne assassinato nel 1957 e l'indagine sulla sua morte condusse i media a parlare di una vittima dello sfruttamento della prostituzione maschile. Altre serie di omicidi di omosessuali attirarono l'attenzione della stampa la quale pubblicò gli indirizzi degli interessati come parte di una campagna mediatica mettendo in evidenza i legami che intercorrevano tra l'omosessualità e la prostituzione maschile.
Der Kries venne messo sotto sorveglianza con incursioni da parte della polizia che si svolsero nei bar e nei luoghi della scena gay. L'organizzazione di grandi eventi u resa in tal modo impossibile ed il clima maggiormente liberale presente in altri paesi fece sì che molti partyirono per l'estero. Nel 1967 la squadra componente Der Kries venne sciolta; l'ultimo numero appare erso la fine dell'anno e le persone più giovani vicine a Kries fondarono un altro giornale, Club 68, rinominato Hey nel 1970.
Il tema dell'omosessualità venne nominato per la prima volta nella RTS (Svizzera) nel mese di gennaio-febbraio 1967 in termini di protezione della gioventù. L'Organisation suisse des homophiles (OSH) venne fondata in questo clima nel 1970. Fu la prima organizzazione di protezione per i gay e dette un'immagine piuttosto conservatrice e "adattata" alla società del tempo, non essendo in linea con gli studenti di sinistra. Il periodo che va dalla fondazione della Freundschafts-Banner nel 1932 e l'OSH viene considerato in Svizzera come il periodo del primo emergere del movimento LGBT d'oltralpe.

### Anni '70: la seconda onda radicale del movimento LGBT
Durante gli anni '70 si vide un revival del movimento più radicale, che portò alla soppressione di molte forme di discriminazione contro le persone LGBT: vi fu l'equalizzazione dell'età del consenso rispetto alle persone eterosessuali, le prime unioni registrate, l'abolizione delle differenziazioni fiscali dei membri omosessuali ed eterosessuali dell'esercito.
Nel 1970 la notizia dei moti di Stonewall statunitensi in risposta alla brutalità poliziesca commessa dalla polizia contro le persone LGBT giunse anche in Europa; questo ispirò e mobilitò i giovani LGBT del movimento di estrema sinistra. Proprio nel 1970 Rosa von Praunheim mostra in pubblico il suo film intitolato Non è l'omosessuale ad essere perverso, ma la situazione in cui vive presso l'università di Zurigo e poi anche a Basilea e a Berna. A seguito della proiezione vennero creati i gruppi Homosexuelle Arbeitsgruppe (HA) nelle tre città; furono politicamente vicini ai gruppi rifacentesi al marxismo-leninismo.
Nel 1973 a Zurigo gli appartenenti alla subcultura leather formarono il gruppo Loge70. Nel 1974 i gruppi HA fondarono la loro prima organizzazione ombrello nazionale, l'Homosexuellen Arbeitsgruppen Schweiz (HACH). Si vide presto una gran varietà di gruppi e club a sfondo commerciale. Il clima sociale lentamente cambiò per le persone LGBT. Le grandi aziende pubblicarono le regole in base alle quali una persona non può essere discriminata a causa della sua omosessualità. Tuttavia le forze di polizia continuarono a mantenere i propri registri per 'archiviazione delle persone LGBT.
Nel 1975 avvenne la prima sfilata con striscioni il 1 maggio a Basilea. Questa fu la prima volta che le persone LGBT attirarono l'attenzione sulle loro preoccupazioni davanti ad un ampio pubblico. Una parte della sinistra politica si irritò molto per la loro partecipazione. La pratica del coming out pubblico si diffuse un po' alla volta nel corso degli anni '70.

#### Emersione della comunità lesbica
A Ginevra si vide la creazione dell'MLF con l'emersione di una scena lesbica che diviene presto molto attiva, fino a portare alla creazione di un centro dedicato a Nathalie Barney e che nel 2002 divenne Lestime. Questa emersione produsse anche riviste come Vanille Fraise (1980) e Clit0007 (Concentré Lesbien irrésistiblement Toxique), quest'ultimo fondato da Claire Sagnière nel 1981, un giornale movimentista e politico. Questo fu l'inizio di una visibilità politica e sociale delle lesbiche all'interno della scena gay, di fatto indipendente sia dal movimento maschile sia dal femminismo.